# Дітлев Мартенс
Ганс Дітлев Крістіан Мартенс (нім. Hans Ditlev Christian Martens; 26 липня 1795–1864) — данський художник, німецького походження.

## Біографія
Дітлев Мартенс народився 26 липня 1795 року в містечку Кілі. Отримав художню освіту в Кілі, потім вступив до Данської академії витончених мистецтв в якості учня К. В. Екерсберга і деякий час викладав у Карла Фрідріха Шинкеля в Берліні в 1825 році. Від Фредеріка VI він отримував щомісячний грант у розмірі 20 талерів, а щорічно 240 талерів.
Дітлев Мартенс прибув 31 грудня 1825 року до Риму без коштів. Тут він відразу ж розшукав Бертеля Торвальдсена, який подбав про нього. Незабаром після цього він приступив до начерку інтер'єру майстерні Торвальдсена роботі, що документує папський візит. Він старанно малював і малював, особливо інтер'єри римських церков і монастирів, а також ведутера, натхненного його вченням про час перебування Екерсберга в Римі. Торвальдсен купив кілька таких робіт, щоб підтримати себе.
За час свого перебування в Гамбурзі з 1837 по 1842 рік Мартенс отримав безліч замовлень і став процвітаючою людиною. Його будинок був зруйнований під час пожежі в місті в 1842 році, і незабаром після цього він, ймовірно, відправився в Копенгаген. Тут він приєднався до портретиста Н. П. Гольбейна, якого знав по Риму. Мартенс протягом декількох років займався прикрасою резиденції Гольбейна в Кронпринцегаді. Його продукція за роки, проведені в Копенгагені, мізерна. Його вважали оригіналом і в народі називали «божевільним художником». У Копенгагені він був допущений до різних проектів, серед інших. розширення та благоустрій міста та завершення будівництва мармурової церкви. Він покинув місто в злиднях і помер у своєму рідному місті Кілі в 1864 році.

## Спадщина
Мартенс згадується в мемуарах баронеси Урсули Дахлеруп. Вона була дочкою Н. П. Гольбейна, і Мартенс допомагав їй вчитися малювати. У своїх мемуарах вона згадувала Мартенса як турботливого і доброго, але також як яскравого і марнославного: «Сам він носив останню гамбургерську моду: чорний костюм, плаття або сюртук, мереживні манжети і мереживний телячий хрест, а в нього був увіткнений великий блискучий нагрудник, синій атласний жилет з вплетеними в нього чорними оксамитовими квітами, — бланклери з срібними пряжками,-чорна циліндрична капелюх і строката шовкова хустка, що звисає з кишені.»